# Chemosis

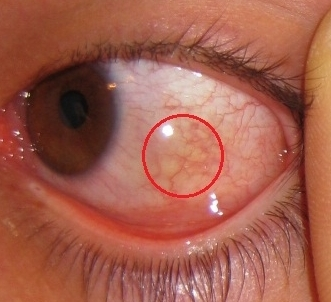
Ein Auge mit einer geschwollenen Region der Bindehaut von vorne

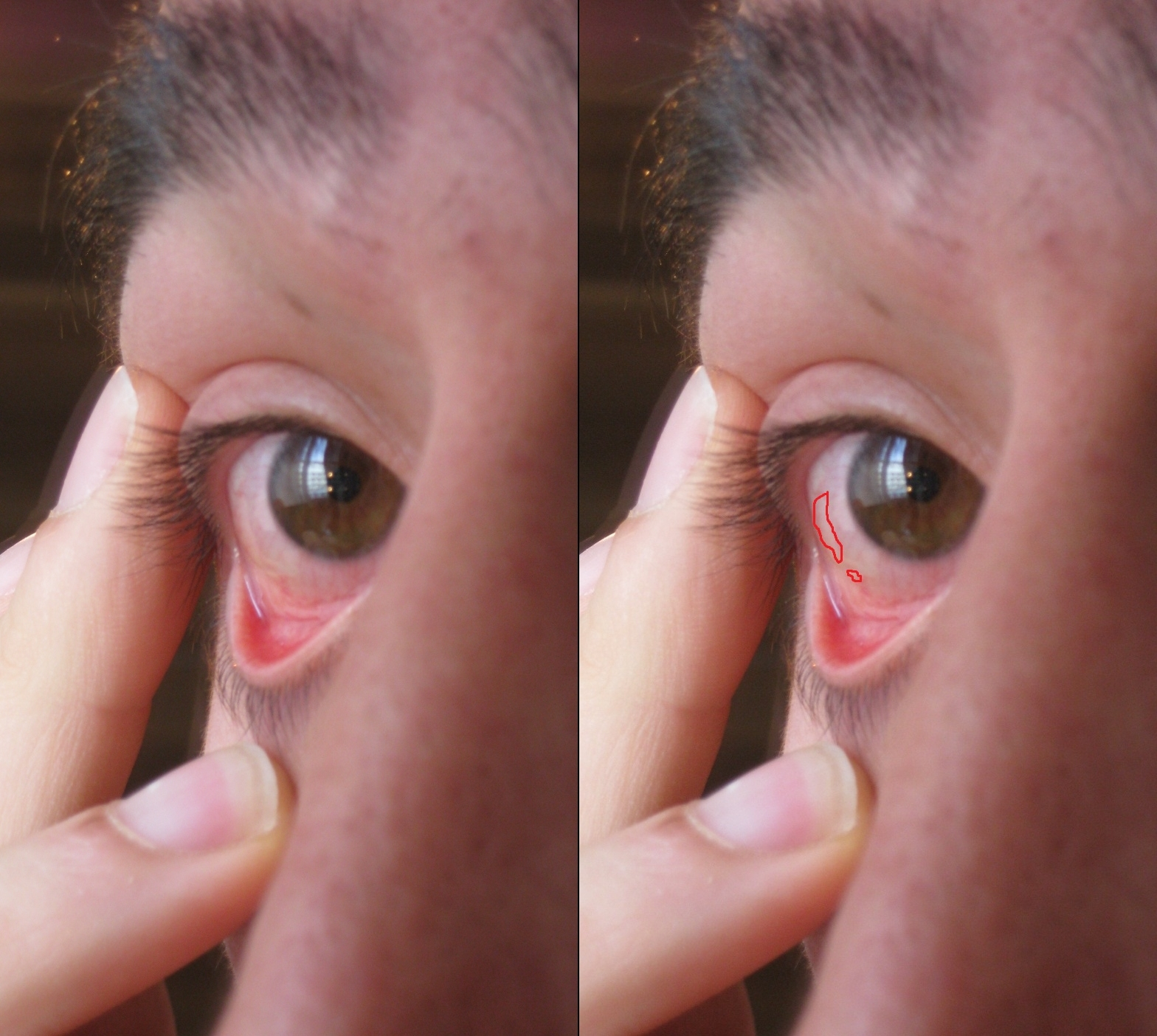
Seitenansicht der Chemose

Als Chemosis (seltener Chemose, früher auch Ödem-Chemosis) bezeichnet man eine Schwellung (Ödem) der Bindehaut (Konjunktiva). Aufgrund einer erhöhten Durchlässigkeit der Bindehautgefäße kommt es zu einer glasigen Verdickung. Die Bindehaut kann dabei innerhalb von Minuten um mehrere Millimeter anschwellen, vor die Lider treten und dadurch ein auffälliges Aussehen des Auges hervorrufen. Eine Chemosis kann mit Juckreiz oder Schmerzen einhergehen, aber auch vom Betroffenen unbemerkt bestehen.
Gewöhnlich wird die Chemosis durch einen entzündlichen Prozess wie eine Allergie oder eine Virusinfektion verursacht. Auch Abflussstörungen, zum Beispiel durch Raumforderungen in der Augenhöhle (Endokrine Orbitopathie) oder Vertrocknungen beim Lagophthalmus sowie Pathologien im Sinus-cavernosus, können eine Chemosis verursachen. Eine Einklemmung der vorgefallenen Konjunktiva zum Beispiel durch eine Lidschwellung kann zu einem Teufelskreis führen.
Die Behandlung richtet sich soweit möglich nach der Ursache. Zusätzlich zu einer Benetzungstherapie werden antientzündliche Augentropfen wie zum Beispiel Antihistaminika eingesetzt.